# Rudi Klein

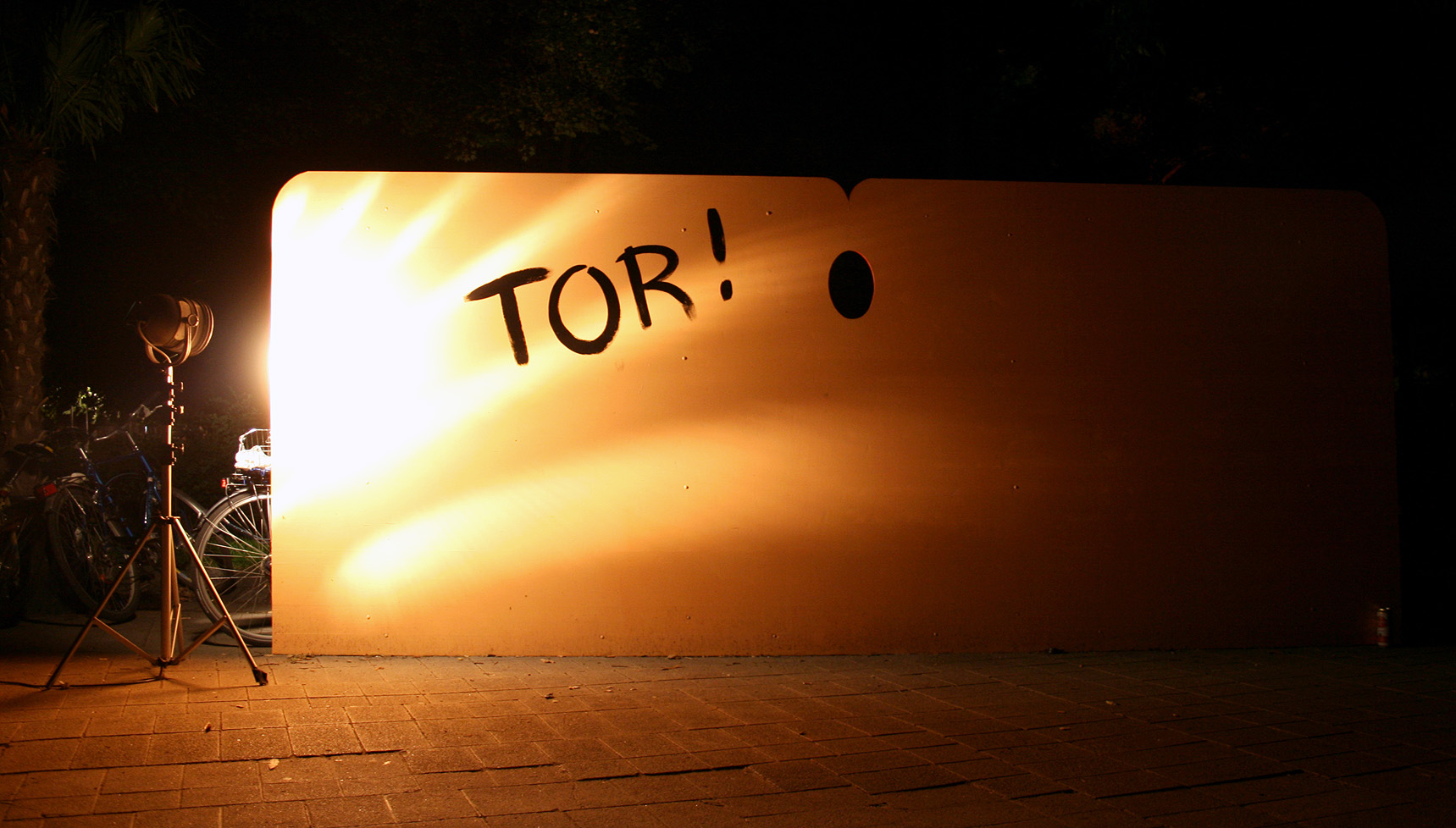
Rudi Klein: „Das Tor zur Welt“, Installation in der Kunstzone Karlsplatz in Wien anlässlich der Fußball-Europameisterschaft 2008

Rudi Klein, eigentlich Rudolf Klein, (* 12. Mai 1951 in Wien) ist ein österreichischer Comiczeichner und Cartoonist.

## Leben
Rudi Klein veröffentlicht auch unter seinen Pseudonymen Ivan Klein und Ruud Klein, seltener unter seinem bürgerlichen Namen Rudolf Klein. Seine Comicstrips und Cartoons wurden und werden in verschiedenen österreichischen und deutschen Zeitschriften bzw. Zeitungen veröffentlicht, unter anderem im Falter (seit 1991), Standard, profil, trend, Titanic, der Süddeutschen Zeitung, der Zeit und dem Magazin der Wiener Arbeiterkammer.
Sammlungen seiner Cartoons sind bereits mehrfach in Buchform erschienen, darüber hinaus illustrierte er mit seinen Zeichner-Kollegen Nicolas Mahler, Michael Unterleitner („Much“) und Tex Rubinowitz die fünfteilige Cartoon-Buchreihe „geschenkt“.
Zusammen mit Nicolas Mahler und Heinz Wolf gründete er 2003 das Kabinett für Wort und Bild im Wiener MuseumsQuartier, das in dieser Form bis 2006 Bestand hatte.
Der Falter schrieb über ihn: „Mit klarem Strich und einer überaus reduktionistischen Auffassung von Physiognomie und Mimik bringt er seine Grundeinsicht, ‚wovon man nicht sprechen kann, darüber muss man zeichnen‘, auf Punkt und Linie.“
2022 ging er in den Ruhestand. Auf der Website des Standard erscheinen dessen ungeachtet weiterhin regelmäßig neue Cartoons.

## Veröffentlichungen (Auswahl)
- Biere auf der Flucht. 1993, ISBN 3-85439-103-X.
- Einfache Vergnügungen. 1994, ISBN 3-85439-136-6.
- Gnadenlose Knirpse. 1997, ISBN 3-89151-851-X.
- Abkeimende Sinnfragen. 2003, ISBN 3-86150-471-5.
- Pannöse Brutpflege. 2003, ISBN 3-86150-470-7.
- mit Dirk Stermann (Text): Die Speibbanane. 2004, ISBN 3-902309-99-7.
- Der Mozart-Mann. 2006, ISBN 3-8000-7144-4.
- Rudolf III. Klein: Der Lochgott. Czernin, Wien 2007, ISBN 978-3-7076-0242-5; Lochgott, die Bibel des tiefen Gottes. 2009, in Leinen gebunden von Stephan Ortbauer, in der limitierten Auflage von 9 Stück[6]
- Alles Gute. Czernin, Wien 2011, ISBN 978-3-7076-03477.[7]
- Der Herr der Dinge. Czernin, Wien 2014, ISBN 978-3-7076-0512-9
- Vereinfachung einer nicht unkomplizierten Welt. Kunstmann, München 2016, ISBN 978-3-95614-176-8
- Der Lochgott: neue Offenbarungen, Czernin Verlag, Wien 2018, ISBN 978-3-7076-0638-6